# Bachern (Friedberg)

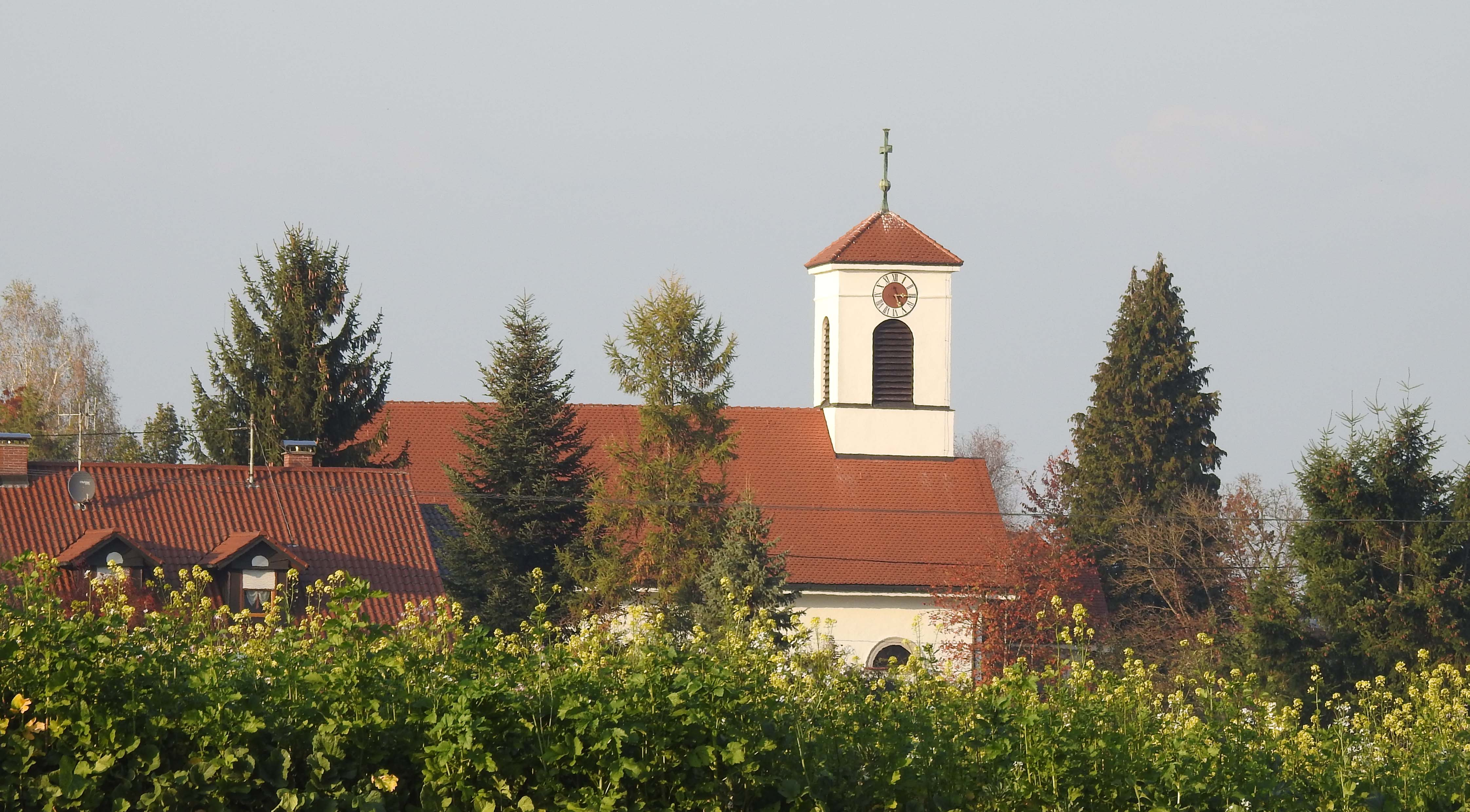
Kirche St. Georg in Bachern von Süden

Bachern ist ein Pfarrdorf und Ortsteil von Friedberg. Es zählt derzeit etwa 723 Einwohner.

## Geographische Lage
Bachern liegt rund sieben Kilometer südöstlich von Friedberg und ist über die Staatsstraße 2379 an das Straßennetz des Freistaats Bayern angeschlossen. Durch den Ort fließt der Eisenbach, der später in die Paar mündet. So leitet sich auch der Name von „Bach“ ab im Eisenbachtal.

## Kommunale Zugehörigkeit
Bachern war seit der Verwaltungsreform von 1818 eine selbstständige Gemeinde ohne weitere Ortsteile. 1972 erfolgte die Eingliederung in die Gemeinde Ottmaring und die Umgliederung vom oberbayerischen Landkreis Friedberg in den neuen Landkreis Aichach-Friedberg, der bis 30. April 1973 den Namen Landkreis Augsburg-Ost trug. Am 1. Mai 1978 wurde die Gemeinde Ottmaring und damit auch Bachern im Zuge der Gemeindegebietsreform zum Stadtteil von Friedberg.

## Geschichte

### Frühzeit
Aufgrund einiger Funde, die in der Umgebung von Bachern gemacht worden sind, wird von einer Siedlungstätigkeit auf dem Gebiet dieses Ortsteils von Friedberg bereits in der Römerzeit ausgegangen. Im Heilachwald zwischen Kissing und Bachern finden sich jedoch auch Hügelgräber, vermutlich von Kelten.

### Mittelalter
Urkundlich wurde Bachern zum ersten Mal im Jahr 763 als „Pahhara“ erwähnt. Um 1120 übernahm Pfalzgraf Otto V. von Wittelsbach die Schirmvogtei über die jenseits des Lechs gelegenen Güter des Stiftes St. Ulrich und Afra in Augsburg, wobei die Urkunde unter den Gehöften (curtilia), deren Vogteigefälle an ihn bestimmt werden, auch „Pachen“ aufführt. Für 1135 ist ein Gotfridus de Pacharn, für 1140 ein Arnoldus de Pacharn, für 1171 ein Gelwart von Bachen bezeugt. Wenige Jahre später ist in der päpstlichen Bulle vom 6. August 1177 (Venedig Rialto) unter vielen anderen Gütern vom Meierhof zu „Pacche“ die Rede, den Papst Alexander III. (1159–1181) dem Kloster St. Ulrich sichert. Haidenricus de Bachern und seine Frau Mechthilde ließen dem Kloster im 12. Jahrhundert durch Schenkung einen Großteil des Besitzes zukommen. Im Jahr 1270 gehörte neben Gütern unter anderem in Ottmaring und Rederzhausen auch der Hof in Bachern zum Amt Wittelsbach, herzogliches Landgericht Aichach. Das älteste Salbuch von St. Ulrich aus dem 13. Jahrhundert spricht von zehn gilt baren Huben zu „Bachen“, dasjenige von 1404 von nur noch sechs Grundholden mit Abgaben an Geld und Hühnern.
Außerhalb des Ortes stand auf einem Hügel, dem sogenannten Burgstall Bachern, im frühen Mittelalter das Bacherner Schloss. Es ist der Sage nach im Boden versunken. Tatsächlich konnten bei Ausgrabungen Spuren von Besiedlung auf dem Burgstall gefunden werden. Heute steht nur noch das sogenannte „Jägerhaus“ im Ortskern, das früher die Jäger der Schlossherren beherbergte.

### Neuzeit

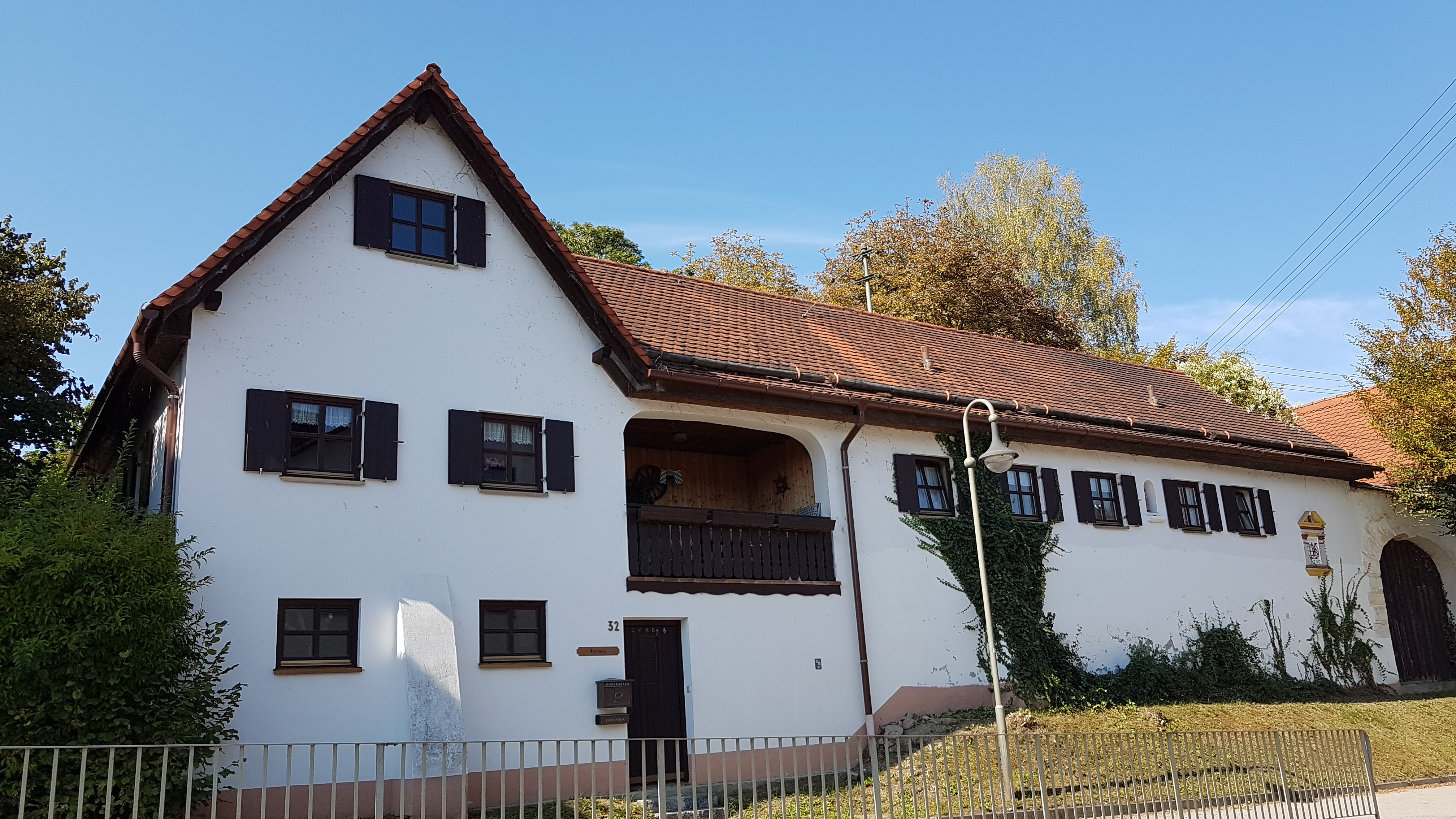
Nebengebäude des (zum großen Teil) verschwundenen Schlosses

Im Zuge einer Erweiterung des Stadtgerichts Friedberg zu einem Landgericht durch Herzog Ludwig dem Gebarteten um 1415 gehörte der auf dem rechten Ufer des Hagel- oder Eisenbaches gelegene Teil Bacherns zum Gericht Mering. Die Hofmark Bachern befand sich im 15. Jahrhundert vorübergehend im Besitz eines Georg Kaib von Hohenstein, der 1432 drei Höfe im Dorf Bachern an das Kloster St. Ulrich in Augsburg und am 24. November 1433 den Burgstall mit anderen Gütern zu Bachern an die Witwe Dorothea von Haldenberg, geb. von Kammer, verkaufte. Später gelangte der Ort an die von Közz zu Egenhofen. 1457 dann gleichzeitig an Ernst von Welden und Fritz von Pienzenau, der jedoch seinen Anteil am 7. August 1465 an Ernst von Welden verkaufte. Der Ort blieb daraufhin fast 130 Jahre in der Hand der Familie Welden, bis Michael von Welden am 22. September 1594 die Hofmark Bachern mit Patronatsrecht, Gerichtsbarkeit, Holzmarken und allem, was dazugehörte, für 20 500 Gulden an das Kloster Heilig Kreuz in Augsburg verkaufte. Bereits im Jahr darauf ließ das Kloster im Dorf ein kleines Schloss mit vier Ecktürmen errichten (nach der Säkularisation von 1803 abgetragen). Bei einer 1818 durchgeführten Landvermessung wurden die heutigen Grenzen in etwa festgelegt. Urkunden aus dieser Zeit berichteten von 55 Familien bzw. 234 Bewohnern. Die alte, 1463 konsekrierte Pfarrkirche stand auf dem Berg südöstlich des Dorfes. 1831 wurden Turm und Langhaus abgerissen; der Chorraum dient heute noch als Friedhofskapelle. Im gleichen Jahr begann der Bau der neuen Kirche. 1850 stellte man die aus dem Augsburger Dom stammenden Altäre auf.
Die beiden Weltkriege forderten auch in Bachern Opfer. Zu ihrem Andenken steht nahe der Pfarrkirche St. Georg das Kriegerdenkmal. Für Bachern war am 28. April 1945 der Zweite Weltkrieg zu Ende. An diesem Tag wurde Bachern nach zähen Kämpfen mit der Richtung München weichenden SS von der US Army eingenommen. Nach dem Zweiten Weltkrieg wurden 1947, als Ersatz für die im Krieg eingeschmolzenen Kirchenglocken, neue angeschafft. Die Flurbereinigung wurde durchgeführt und das gemeindliche Straßennetz ausgebaut. 1979 erbaute man das Sport- und Schützenheim, das im Jahr 2000 erweitert wurde. 1995 wurde ein eigener Kindergarten, St. Hedwig, erbaut.
Städtisches Ortsteilentwicklungskonzept
Seit dem Jahr 2018 wird mit dem Ortsteilentwicklungskonzept (OEK) Bachern gemeinsam mit der Stadt Friedberg in verschiedenen thematischen Arbeitskreisen wie z.b. Gewerbe, Energie, Verkehr, Ortsbild, Natur, Identität sowie Kultur von Bürgerschaft und Organisationen an neuen Ideen und zukünftigen Maßnahmen gearbeitet. Dadurch rückte auch die übergreifende Regionalentwicklung für das Eisenbachtal stärker in den Fokus im Wittelsbacher Land. Durchgeführt wurden bereits der barrierefreie Zugang zum Friedhof im Jahre 2022. 

## Baudenkmäler
Siehe auch: Liste der Baudenkmäler in Bachern
- Pfarrkirche St. Georg (mit ehemaligem Altar des Augsburger Doms)
- Friedhofskapelle St. Vitus

## Persönlichkeiten
- Bartholomäus Öberl (* 1660); in Bachern geborener Barockbildhauer
- Ludwig Schneider (* um 1645); geboren in Bachern; Goldschmied und Mitglied des Großen Rats in Augsburg[3]

## Freizeit
Bachern verfügt über einen Trimm-Dich-Pfad im Mischwald Erlauholz nahe der Ortschaft. Die Landschaft im Eisenbachtal eignet sich besonders gut für Wanderungen und Fahrradtouren. Weitere Sehenswürdigkeiten laden mit den Störchen im Ortsbild sowie die Spuren der Kelten im umliegenden Heilachwald mit Funden ein.

## Organisationen
- Sport-Freunde Bachern e. V.
- Schützengemeinschaft Bachern e. V.
- Bürgerinitiative Rückenwind fürs Erlauholz e. V.
- Freiwillige Feuerwehr Bachern e. V.
- Obst- und Gartenbauverein Bachern-Rohrbach e. V.
- CSU Ortsverband Bachern-Rohrbach (CSU Stadtverband Friedberg)
- SPD Ortsverband Ottmaring (Bachern, Rohrbach, Rinnenthal, Hügelshart, Rederzhausen, Eurasburg, Adelzhausen, Dasing, SPD Ortsverband Friedberg)
- Parteifreie Bürger Friedberg (Wählergruppe)
- Jagdgenossenschaft Bachern e. G.
- Krieger- und Soldatenverein Bachern-Rohrbach e. V.
- Landjugend Bachern e. V.
- Bürgerinitiative & Förderverein Meine Region Eisenbachtal i.G. und Plattform & Community WIR sind Friedberg i.G. (mit WIR sind Bachern)
- Haus des Kindes St. Hedwig Bachern (Pfarrei St. Georg Bachern)
- Pfarrei St. Georg Bachern (Katholische Kirchenstiftung Sankt Michael)
- Wirtshaus am Hochberg Bachern (Sport- und Schützenheim Bachern)
- Mobile Bachstube Scharold (Dorfplatz Maibaum Bachern)
- Mobiler Markt Bodenseeobst & Gemüse Apfel Direkt (Dorfplatz Maibaum Bachern)